# セムシウミウサギ

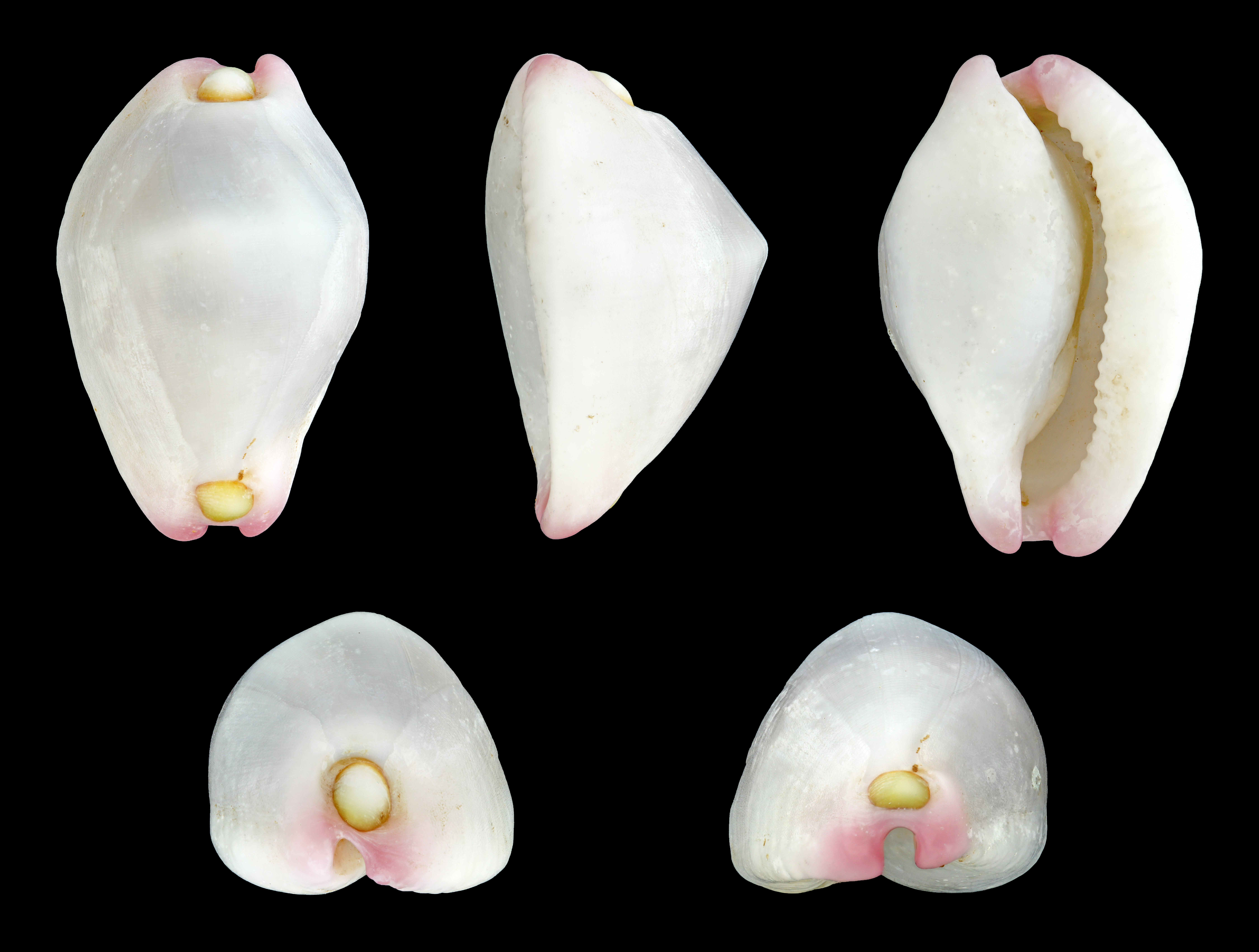
セムシウミウサギの貝殻

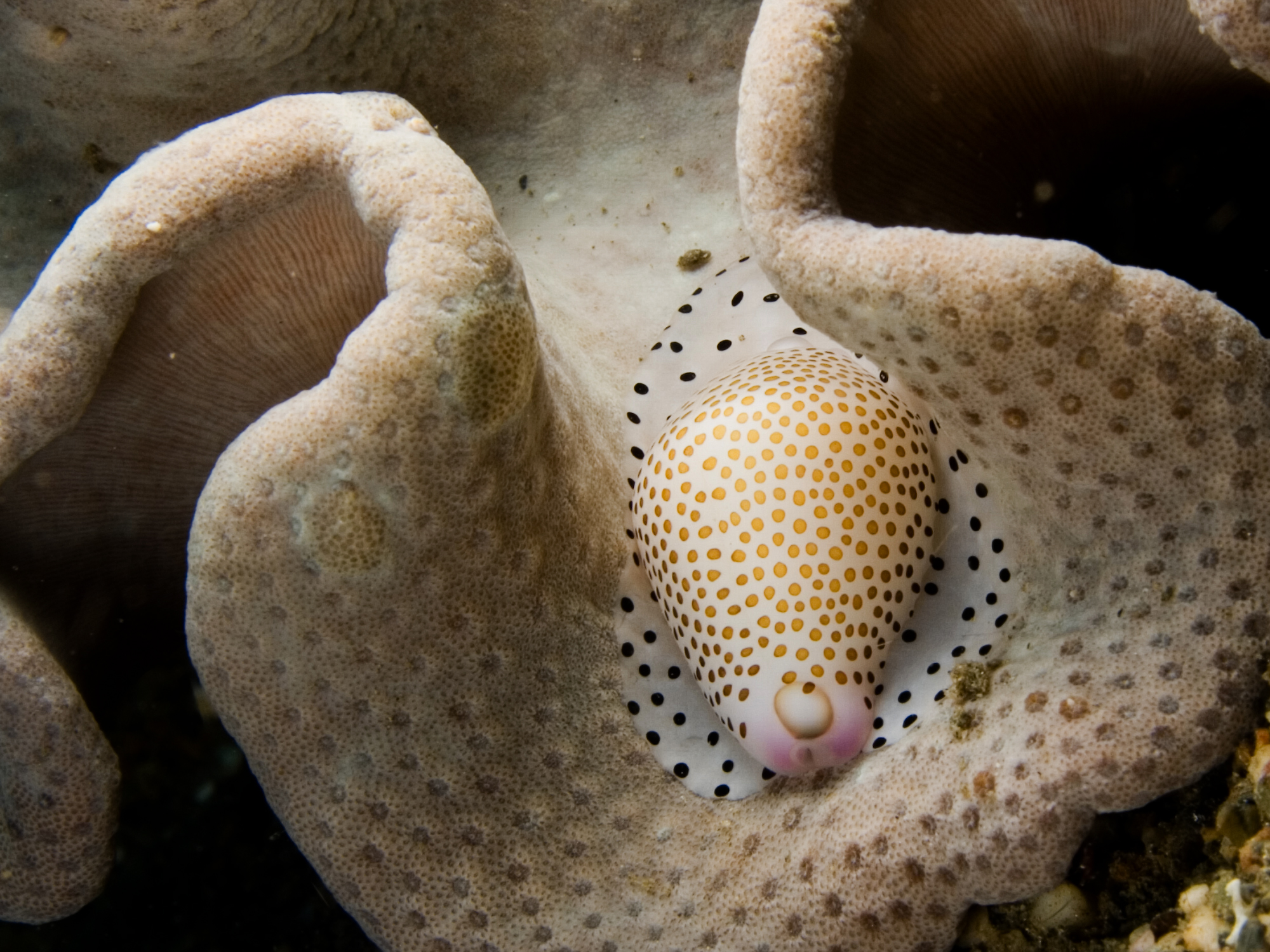
外套膜の斑紋が褐色の個体
（東ティモール）

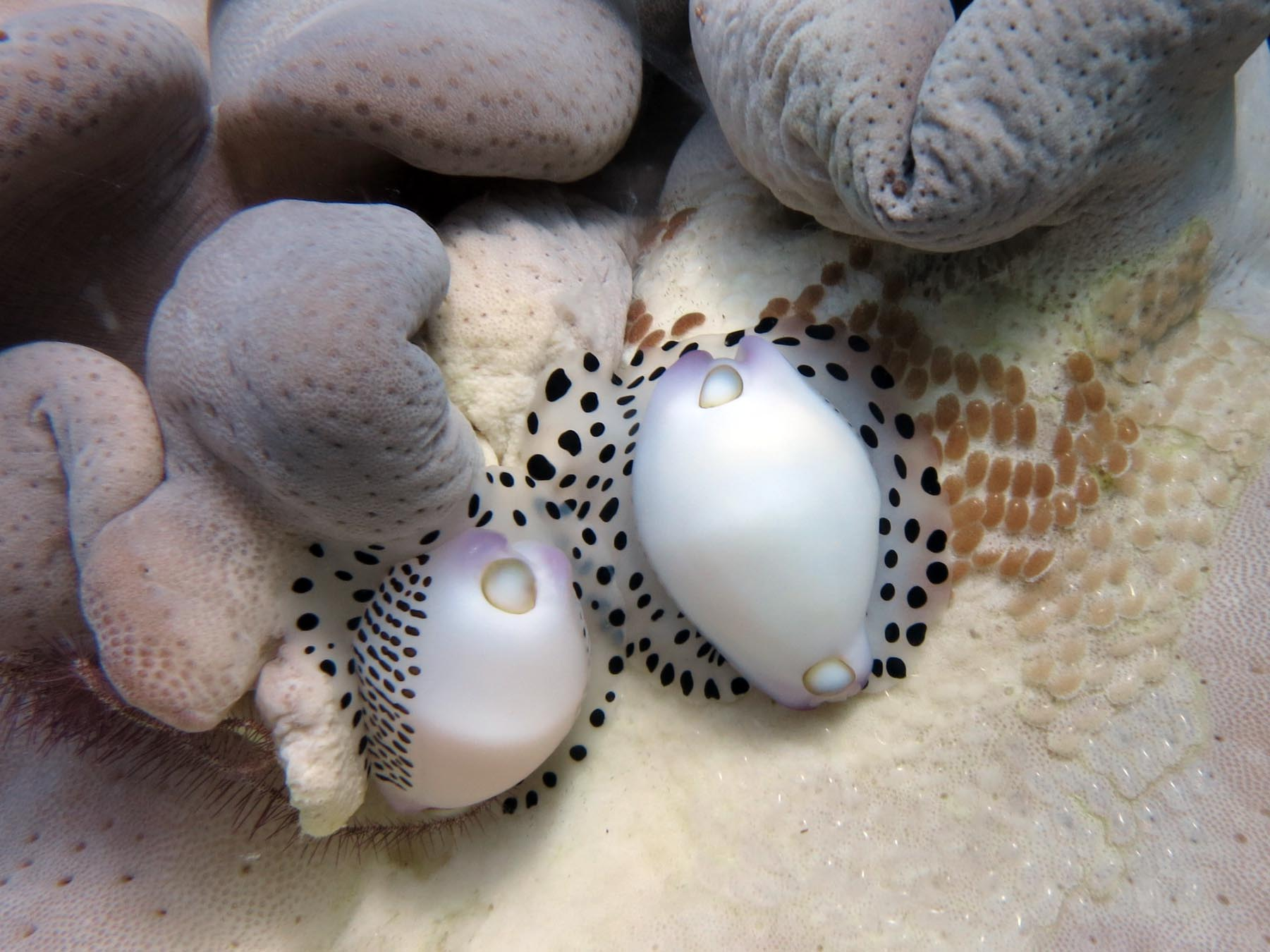
産卵。右奥の卵嚢は褐色になっており、右手前の卵嚢は透明でほとんど目立たない。

セムシウミウサギ（傴僂海兎）、学名：Calpurnus verrucosus (Linnaeus, 1758) はウミウサギガイ科に分類される巻貝の一種。インド太平洋の浅海のソフトコーラル上に生息する普通種で、セムシウミウサギ属 Calpurnus Lamarck, 1799のタイプ種。
種小名 verrucosus は「疣のある-、疣だらけの-」の意で、背面両端にあるイボ状隆起に因む。和名は背面が隆起したウミウサギの意。別名：セムシウミウサギガイ、コウサギ（小兎）、コウサギガイ、ボタンウミウサギ（釦海兎）など。

## 分布
インド太平洋（太平洋西部、インド洋、紅海）に広く分布する。日本では沖縄以南で見られる。

## 形態
殻
殻高10mm-35mm程度。殻はやや透明感のある白色で、比較的厚く丈夫である。背面を横切るように鈍く角張る横隆起がある。これが和名の由来になっているが、本種の最大の特徴は、前溝（殻口下端の水管溝）と後溝（殻口上端の溝）の背面に取って付けたような丸いイボ状隆起があることである。このイボ状隆起は透明感のない白色で、周縁部は細く褐色に彩色される。前溝と後溝の周辺のみがピンク色に彩色され、他はほとんど純白色であるが、ごく稀に黄色味や淡紅色を帯びる個体も見られる。背面には微細な螺条を密刻して絹状光沢を現わす。
殻口は狭く縦長で、外唇内縁には20個前後の鈍い歯が並び、それに応じて外唇表面にも短い皺条が刻まれる。内唇は単純で歯がなく、弱く浅いフォシュラ（内唇から軸唇にかけての殻口内側にできる縦凹部を言う）がある。
分布域が広く個体数も多いが、地理的変異や個体変異には乏しい。
軟体
生時には左右から伸びた外套膜で殻を多少なりとも被っており、活動時には殻をほぼ完全に被っているのが普通である。外套膜の表面は平滑で突起などはない。地色は白色-淡色で表面全体に黒色あるいは褐色の類円形の小斑を多数散らし、胡麻を振ったような模様になる。足の上面にも同様の胡麻斑を散らすが、外套膜の斑紋よりも密度が低く、外套膜の斑紋が褐色系の個体でも足の斑紋は黒いのが普通。触角の先端手前にも黒い環斑がある。

## 生態
潮間帯から水深20m前後までに見られる。ウミトサカ科のウミキノコ属 Sarcophyton やウネタケ属 Lobophytum のソフトコーラル上に単独もしくは数匹が集まって生活し、それを食べる。日中はホストであるウミキノコの側面や襞の間に隠れているが、夜は上面に出てきて活動する。雌雄異体で、メスは直径約3mmの低い円形ドーム型の卵嚢群をホストの外縁部などに産み付ける。卵嚢は最初は透明で、やがて褐色になる。

## 分類
原記載
Bulla verrucosa Linnaeus, 1758. Systema Naturae   ed.10, Tomus 1: p.726 no.330 （『自然の体系』第10版, 巻1, p.726.）
タイプ産地：Tanga, Tanzania （タンザニア タンガ）。ただし上記のリンネの原記載における産地は "India Orientali" （東インド／東インド諸島）となっている。
異名
- Bulla verrucosa Linnaeus, 1758
- Radius gibbus Rumphius, 1705 （リンネ以前）
- Ovula perla Roeding, 1798など。

セムシウミウサギ属
本種はセムシウミウサギ属 Calpurnus de Montfort, 1810 のタイプ種であり、かつ本属の唯一の構成種で、現在は1属1種とされる。属の原記載は以下の通り。
- Montfort, P. Denys de, 1810. Conchyliologie systématique, et classification méthodique des coquilles - Tome second. Paris. : p.639-640. （原記載文）
- 属名 Calpurnus の由来は原記載で説明されておらず不明だが、古代ローマの氏族カルプルニウス氏族かアフリカ産のマメ科植物 Calpurnia などが関連する語である。

類似種
- セムシウミウサギに隠蔽種？

上下端のイボ状隆起や背面横隆起は極めて特徴的で、区別に迷うような類似種はない。しかし Fehse (2008)は、「（セムシウミウサギと呼ばれているものは）よく似た2種からなるのではないかと研究者は考えている」と述べて、隠蔽種（人間の目には区別が極めて困難なために長年混同されてきた酷似した別種）の存在を示唆している。
- マメウサギ Procalpurnus lacteus (Lamarck, 1810)

セムシウミウサギに多少似ているが、殻高5-20mm程度と小型で、イボ状隆起がないことで識別は容易である。外套膜に黒斑を多数散らす点でも類似するが、セムシウミウサギに比べると黒斑ははるかに細かい。ホストはセムシウミウサギと同様。紀伊半島以南、インド太平洋に分布する。本種はマメウサギ属 Proalpurnus のタイプ種であるが、この属をセムシウミウサギ属の異名とする考えや、セムシウミウサギ属の亜属として扱い  Calpurnus (Procalpurnus) lacteus とする場合もある。ただし海産動物のデータベースであるWoRMS(2017)では独立の属としている。
- ヒナウサギ Procalpurnus semistriatus (Pease, 1862)

前種のマメウサギに似ていてやや小さいが、その亜種とされたり異名とされることもある。前種同様にセムシウミウサギ属のマメウサギ亜属に分類されることがあり、その場合は Calpurnus (Procalpurnus) semistriatus と表記される。ただし海産動物のデータベースであるWoRMS(2017)では上記のとおりマメウサギ属を独立の属とし、本種も独立の種として扱っている。

## 人との関係
利用
斑紋や生態が面白いことから伝統的に水中写真ビギナーの好適な被写体とされている。殻は愛玩用、装飾用にも利用される。
”差別用語”を含む和名
本種の和名は長期間安定していたが、21世紀になると差別的表現があるとの理由で改称の提案をする者が現れた。セムシウミウサギという和名は岩川友太郎（1919年）が東京帝室博物館の所蔵標本のリストである『日本産貝類標本目録』を発行した際、本種の背面隆起に因んで付けたものである（p.98）。その後は本種の唯一の和名として大正・昭和・平成を通じ一貫して使用されてきたが、2003年に「セムシ」の語を含む和名は”侮辱的和名”だとして「コウサギガイ（小兎貝）」の代替名が提示され、さらに2010年にはボタンウミウサギという新和名を付した本も出版された。しかし「せむし」の語は単に脊椎側彎症や後湾症の状態を指すのみで特段侮辱的な意味をもたないことは、童話『せむしの仔馬』や小説『ノートルダムのせむし男』などの邦題に長年使用されてきたことにも現れている。
実際には多くの文献やサイトが従来どおりセムシウミウサギ（ガイ）の和名を使用しており、新参名はほとんど一般化していない。しかし上記のように「侮辱的和名」あるいは「気の毒な名前」と見なされることがあるためか、卯年に当たる2011年の正月に干支に因む貝として陸前高田市海と貝のミュージアムや 千葉県立中央博物館などの公的機関で本種が展示された際に新参和名が使用された例がある。